# Kōfuku-ji
Kōfuku-ji (jap. 興福寺) – świątynia buddyjska szkoły Hossō, znajdująca się w miejscowości Nara w Japonii.
Świątynia została wzniesiona w 669 roku w Yamashinie. Ufundowała ją Kagami-no-Ōkimi, żona Kamatariego Fujiwary. W 710 roku przeniesiono ją do Nary. Przez wieki służyła jako rodzinna świątynia rodu Fujiwara, a od połowy VIII wieku stanowiła jeden z ośrodków nauk szkoły hossō, przyniesionych do Japonii przez mnicha Gembō.
Ponieważ świątynia w ciągu wieków była wielokrotnie niszczona na skutek pożarów i działań wojennych, żaden oryginalny budynek nie zachował się i obecnie wszystkie są późniejszymi rekonstrukcjami. Na terenie kompleksu świątynnego znajdują się m.in. pięciopiętrowa pagoda o wysokości 50 metrów (zbudowana w 730 r., obecna rekonstrukcja z 1426 r.), wzniesione na planie ośmioboków pawilony Hoku’en-dō (zbudowany w 721 r., obecna rekonstrukcja z 1240 r.) i Nan’en-dō (zbudowany w 813 r., obecna rekonstrukcja z 1789 r.) oraz pawilon Tōkon-dō (zbudowany w 726 r., obecna rekonstrukcja z 1425 r.). Część budynków, w tym pagodę, uznano za Skarby Narodowe Japonii.

## Galeria

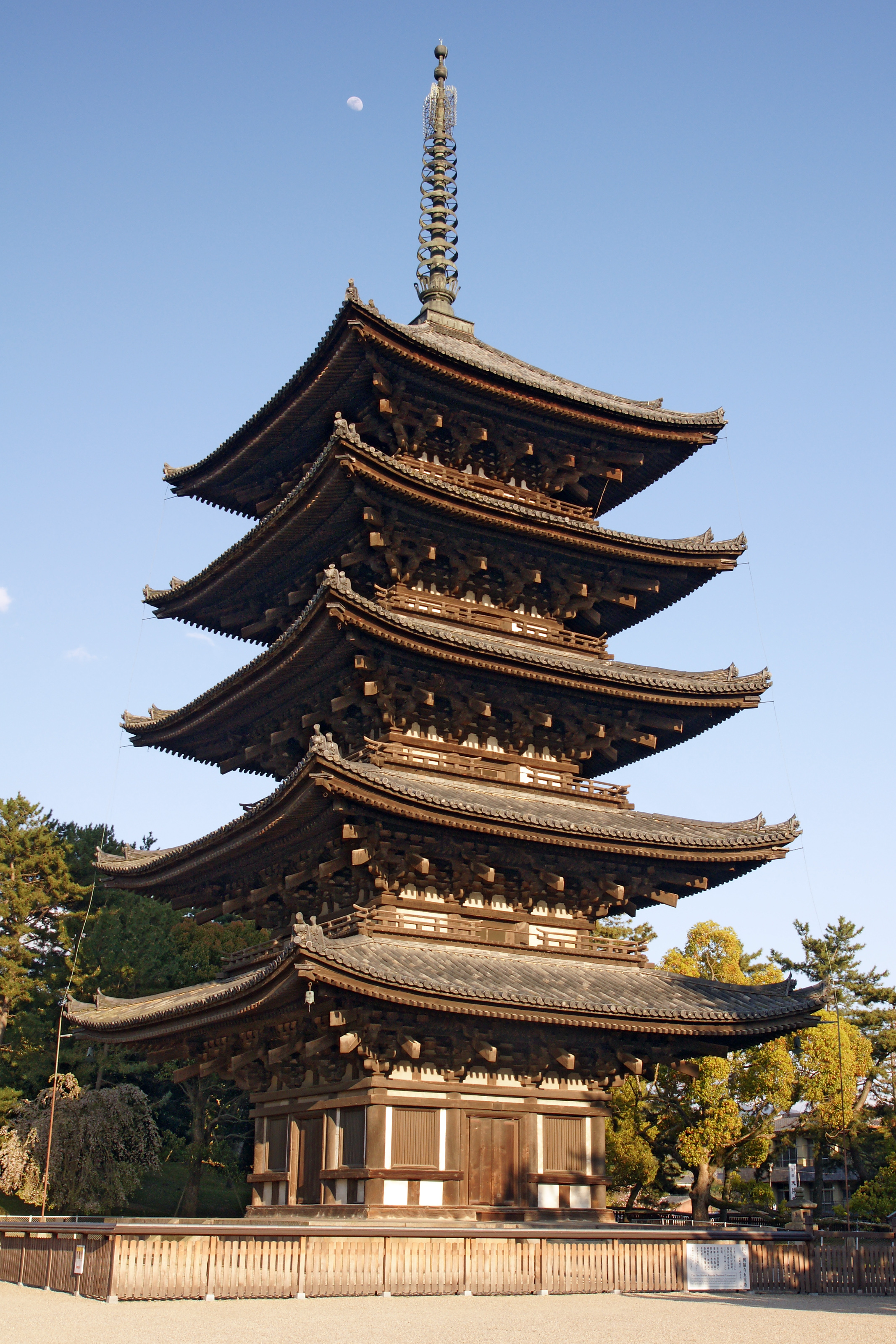
Pięciopiętrowa pagoda
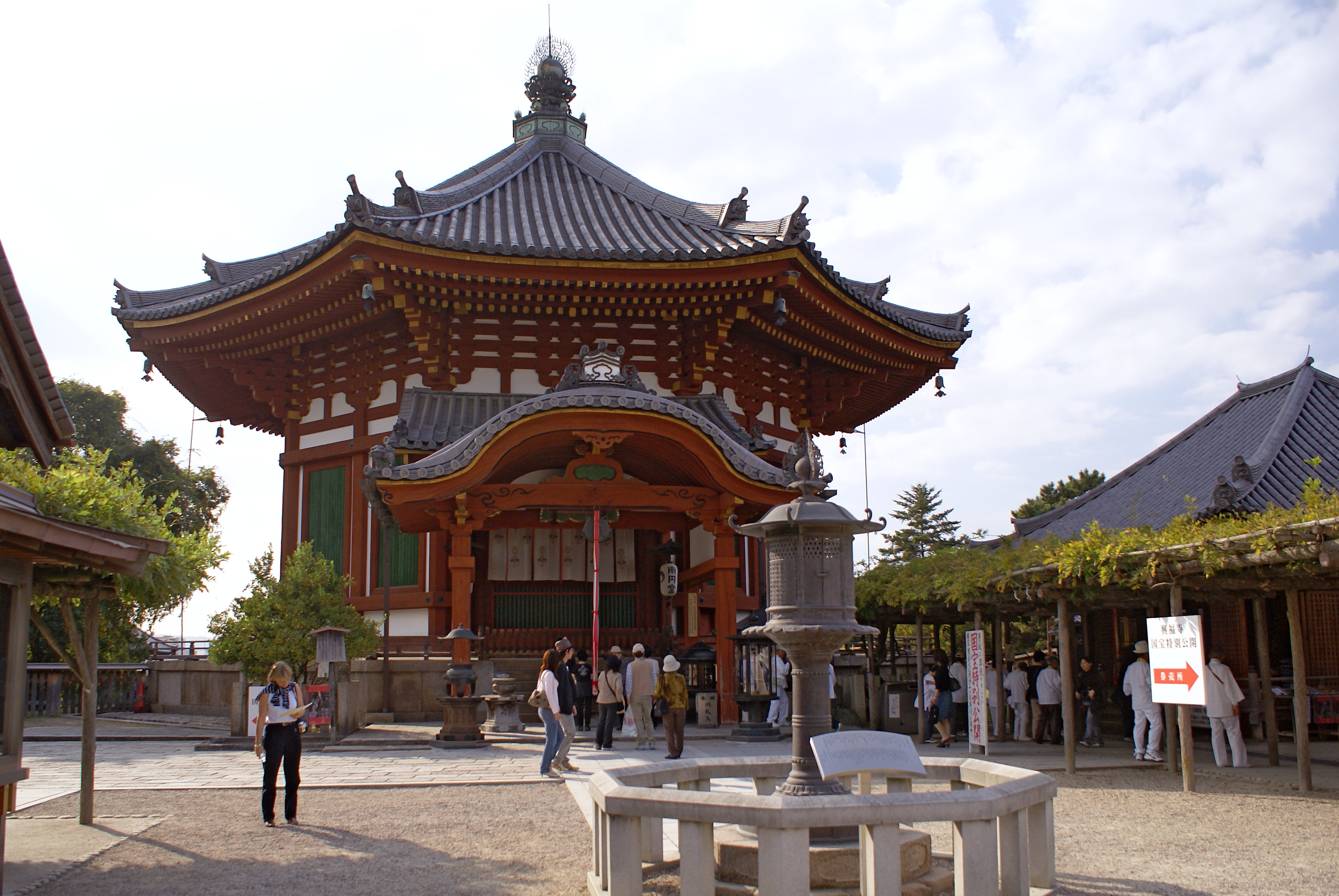
Pawilon Nan’en-dō
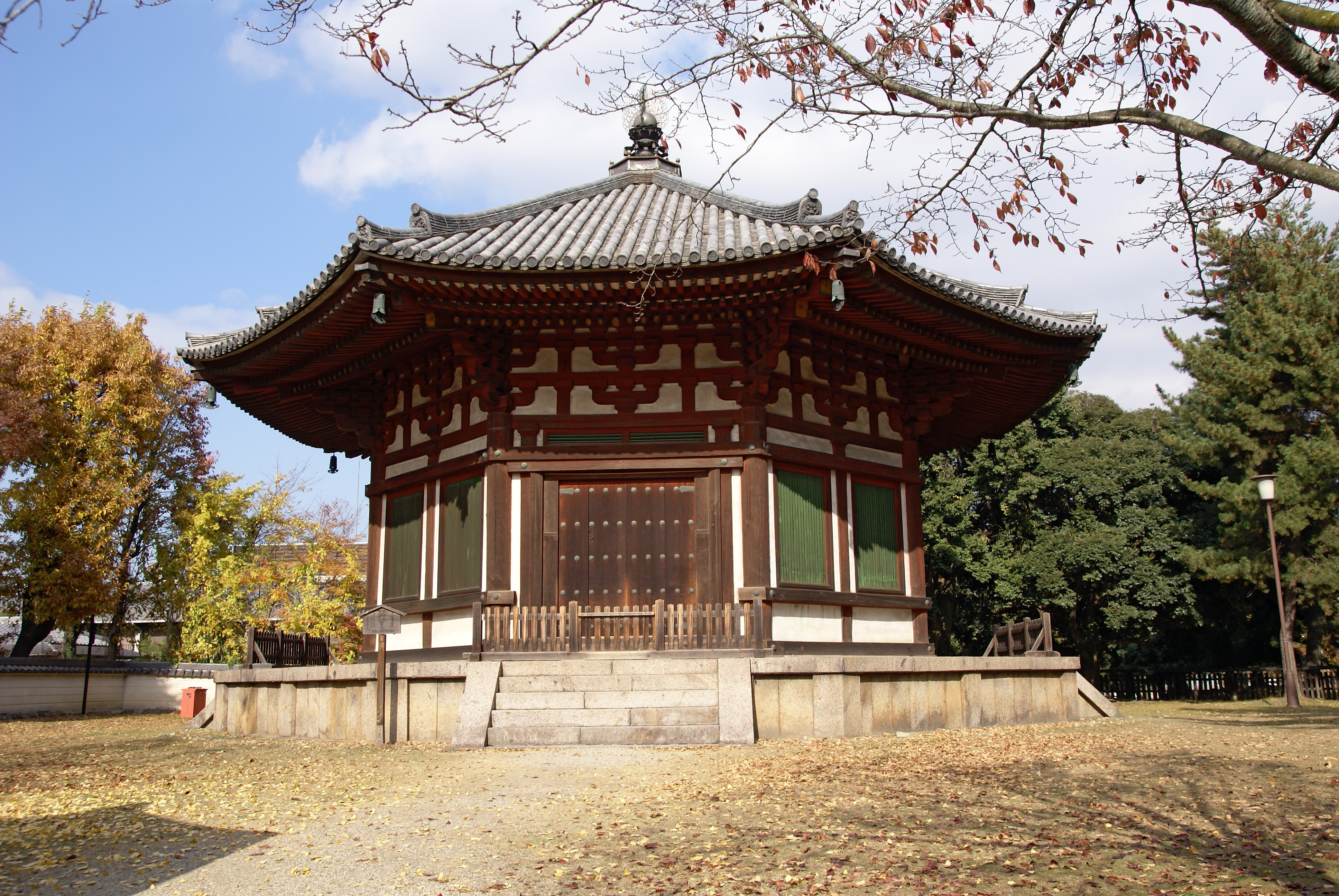
Pawilon Hoku’en-dō
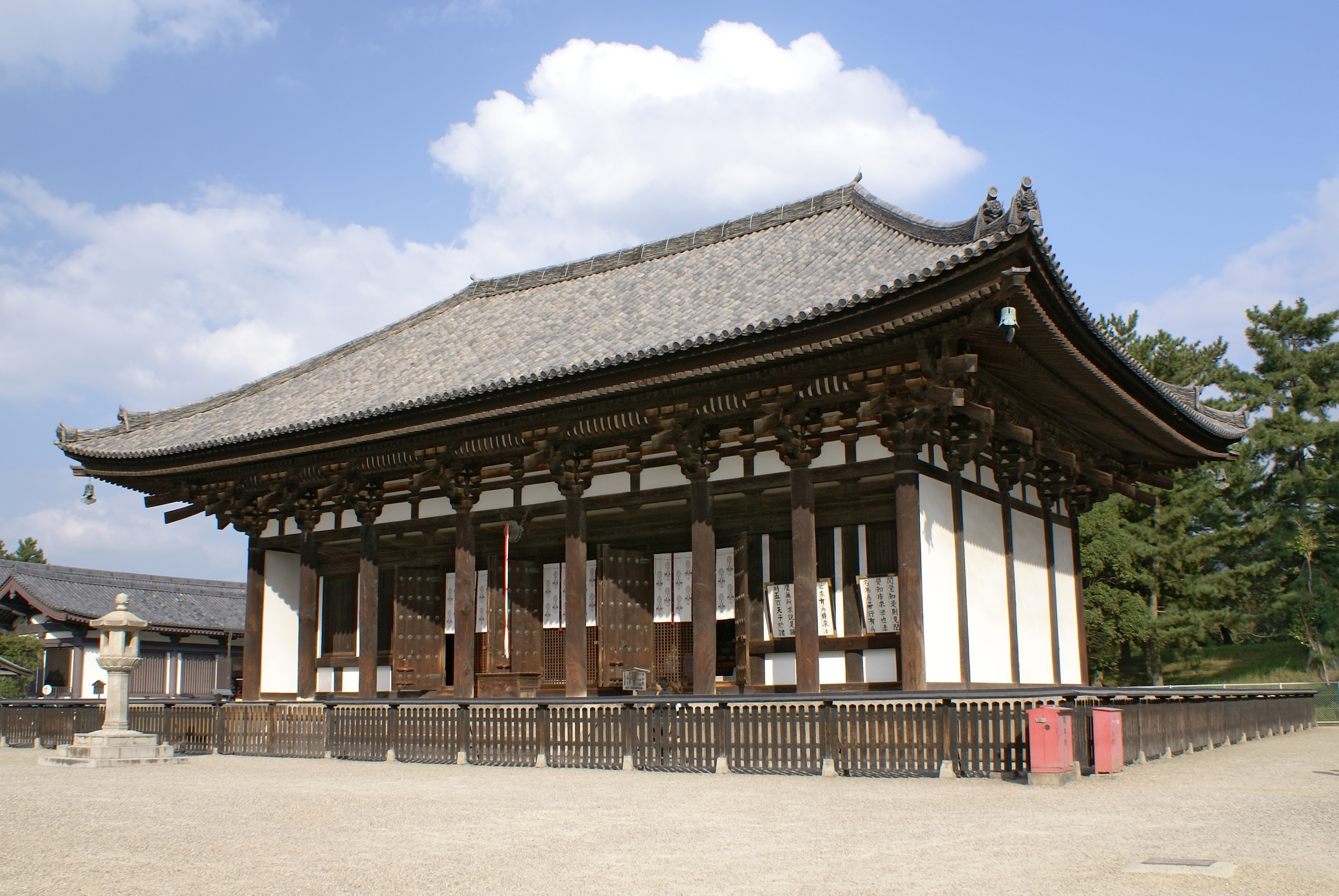
Pawilon Tōkon-dō